# Đại học Paris-Sud
Đại học Paris-Sud (Université Paris-Sud) hoặc Đại học Paris XI là một trường đại học nghiên cứu công lập cũ ở Paris, Pháp, hoạt động từ năm 1971 đến năm 2019. Trường đại học này có các cơ sở đặt tại ngoại ô phía nam thủ đô Paris: Orsay, Cachan, Châtenay-Malabry, Sceaux và Kremlin-Bicêtre. Cơ sở tại Orsay là cơ sở chính của trường, có khuôn viên rộng nhất Pháp. Với hệ thống động thực vật phong phú, cơ sở này của trường cũng được xem như một công viên bảo tồn thực vật.
Phòng thí nghiệm Toán tại Orsay có 4 cá nhân nhận huy chương Fields trong tổng số 12 huy chương Fields mà nước Pháp đạt được cho đến nay (2018), trong số đó có Giáo sư Ngô Bảo Châu (Giải thưởng Fields năm 2010) là người mang 2 quốc tịch Pháp và Việt Nam. Trường cũng có 2 cá nhân đã được trao giải Nobel Vật lý. Về Hoá học, Giáo sư Henri Kagan, người được xem như tiên phong trong lĩnh vực Xúc tác cho Tổng hợp phi đối xứng (tiếng Anh: Catalytic asymmetric synthesis; tiếng Pháp: catalyse asymétrique) của Hóa học Hữu cơ, được giới khoa học tin rằng xứng đáng nhận giải Nobel Hóa học năm 2001. Tuy nhiên, một tranh cãi lớn nổ ra sau đó vì giải Nobel Hóa học năm 2001 không được trao cho ông vì theo quy định giải chỉ được trao tối đa cho không quá 3 người ,.
Năm 2019, Đại học Paris-Sud hợp nhất với một số trường đại học khác để thành Đại học Paris-Saclay.

## Lịch sử
Đại học Paris-Sud là một trong 13 trường đại học ở Paris được tách ra từ Đại học Paris vào năm 1971.
Sau Chiến tranh thế giới thứ hai, nhu cầu phát triển nghiên cứu vật lý hạt nhân và hóa học hạt nhân của Pháp đồng nghĩa với nhu cầu về các máy gia tốc hạt lớn. Viện đại học Paris, cùng với École Normale Supérieure và Collège de France đã tiến hành tìm kiếm địa điểm mới ở phía nam thủ đô Paris. Sau đó, hoạt động giảng dạy các môn khoa học đã được chuyển về Orsay. Sự gia tăng nhanh về số lượng sinh viên tại Orsay đã dẫn tới sự thành lập một cơ sở độc lập tại đây vào ngày 1 tháng 3 năm 1965.
Hiện tại, Đại học Paris-Sud bao gồm rất nhiều phòng thí nghiệm nằm trong khuôn viên với tổng diện tích lên với 236 ha. Trong đó bao gồm nhiều phòng thí nghiệm cao cấp nhất nước Pháp về các lĩnh vực vật lý hạt, vật lý hạt nhân, thiên văn học, vật lý phân tử và nguyên tử, vật lý chất đặc, vật lý lý thuyết, điện tử, khoa học nano và công nghệ nano. Đại học Paris XI hiện có 104 đơn vị nghiên cứu.
Khoảng 30,000 sinh viên đang được đào tạo tại Đại học Paris XI. Ngoài các phòng thí nghiệm về vật lý, trường còn có các phòng thí nghiệm nổi tiếng trong lĩnh vực sinh học và hóa học, cùng với đó là một trường đào tạo kĩ sư, một trường đào tạo về Luật, Kinh tế và Quản trị.

## Cấu trúc

### Các đơn vị đào tạo và nghiên cứu
- Khoa Khoa học (UFR de sciences) và các phòng thí nghiệm nghiên cứu trực thuộc: nơi đào tạo khoảng 12000 sinh viên thuộc các bộ môn: Toán, Tin học, Vật lý, Hóa học, Sinh học, Khoa học về địa cầu và vũ trụ, Âm nhạc. Khoa tọa lạc tại Làng đại học Orsay với quan cảnh ngoạn mục: rừng cây và vườn thực vật trải dài trên một diện tích rộng hơn 200 ha. Đây là nơi gặp gỡ thường xuyên của 1600 giảng viên và chuyên gia, 2000 nghiên cứu sinh và 1400 nhân viên hành chính và kỹ thuật. 50 phòng thí nghiệm nghiên cứu thuộc của trường phối hợp chặt chẽ với các Trung tâm Nghiên cứu Quốc gia khác nhau như CNRS (Khoa học), INSERM (Y tế), INRA (Nông nghiệp),...
- Khoa Luật-Kinh tế-Quản trị (UFR droit-économie-gestion): thành lập năm 1968, sáp nhập vào trường Paris-Sud 11 năm 1971, là nơi đào tạo hơn 5000 sinh viên được sắp xếp tại Sceaux và Orsay. Khoa đào tạo 39 chuyên ngành về Luật, Kinh tế, Quản trị và tập hợp bảy trung tâm nghiên cứu tại Sceaux, Hauts-de-Seine.
- Khoa Dược (UFR de pharmacie): thành lập năm 1972, nơi đào tạo khoảng 3500 sinh viên tại campus Châtenay-Malabry (Hauts-de-Seine). Cơ sở hạ tầng kỹ thuật của khoa được bố trí trên diện tích gồm 60.000 m2, gần phân nửa dành cho các đơn vị nghiên cứu. Hoạt động nghiên cứu được xây dựng trên đề tài tổng hợp về "Sự đổi mới các phương pháp trị liệu". Một chương trình đào tạo cử nhân chuyên nghiệp về " Chất lượng và chế tạo dược phẩm và mỹ phẩm" vừa ra đời cách đây không lâu. Ngoài ra, khoa còn có một hệ đào tạo cao đẳng chuyên nghiệp về "thực phẩm – ăn uống".
- Khoa Y (UFR de médecine): đặt tại Le Kremlin-Bicêtre (Val-de-Marne), gồm khoảng 3400 sinh viên trong đó khoảng 900 sinh viên năm nhất, 500 sinh viên từ năm thứ hai đến năm thứ sáu; các sinh viên khác đăng ký theo chương trình đào tạo bác sĩ nội trú ở bậc học cao hơn. Là trường Y khoa trẻ tuổi nhất trong vùng Paris, khoa Y tập hợp một đội ngũ gồm 280 giảng viên và thực hành tại 6 trung tâm y tế: Bệnh viện Bicêtre tại Le Kremlin-Bicêtre, Bệnh viện Paul Brousse và Viện Y học Gustave-Roussy tại Villejuif, Bệnh viện Antoine Béclère tại Clamart, Trung tâm phẫu thuật Marie Lannelongue tại Le Plessis-Robinson, Trụ sở Quỹ Y tế Vallée tại thị xã Gentilly, Trung tâm Y tế Vành đai nam Paris tại Corbeil-Essonnes. Chương trình đào tạo bao gồm: 17 chứng chỉ chuyên môn (MSBM); 3 hệ đào tạo bác sĩ và 11 chương trình cao học chuyên sâu, 2 chương trình cao học chuyên nghiệp và 52 chứng chỉ cấp đại học. Trong lĩnh vực nghiên cứu, với 54 đơn vị nghiên cứu đại học, khoa Y của trường Paris-Sud 11 là một trong những tiềm năng khoa học mạnh nhất nước Pháp.
- Khoa Khoa học và Kỹ thuật về Hoạt động Thể chất và Thể thao (UFR de Sciences et Techniques des Activités Physiques et Sportives), STAPS: nằm trong khuôn viên campus Orsay trong một màu xanh lá cây và rừng, thành lập năm 1985 và là khoa trẻ nhất của trường. STAPS có đội ngũ 200 giáo viên với ba nhóm nghiên cứu, hàng năm đón tiếp khoảng 1000 sinh viên và là một trong hai cơ sở đào tạo tiến sĩ về Khoa học và Kỹ thuật về Hoạt động Thể chất và Thể thao của Pháp.

### Các Viện đại học công nghệ (IUT)
Tại Pháp, một viện đại học công nghệ (IUT) là đơn vị đào tạo nội bộ trong một trường đại học theo Luật 84-52 ngày 26 tháng 01 năm 1984 . Đây là nơi đào tạo ban đầu và giáo dục thường xuyên, được thiết kế để chuẩn bị cho các kỹ năng cao hơn về chuyên môn kỹ thuật và nghề nghiệp trong các lĩnh vực nhất định của sản xuất, nghiên cứu ứng dụng và dịch vụ.
- IUT Orsay bao gồm ba Bộ môn: Hóa, Khoa học Máy tính, Đo lường Vật lý với 200 giáo viên.
- IUT Sceaux đón hàng năm 1600 sinh viên đào tạo về Quản trị Kinh doanh, Kỹ thuật Thương mại và Bán hàng. Đây là nơi duy nhất định hướng đào tạo về Tiếp thị hoặc Thương mại Quốc tế cho sinh viên ngành Kỹ thuật Marketing.
- IUT Cachan đón hàng năm 1200 sinh viên trong các lĩnh vực Điện tử, Kỹ thuật Điện, Tự động hóa, Tin học trong Công nghiệp, Kỹ thuật robot và Tự động hóa công nghiệp.

### Trường đào tạo kỹ sư
Trường Bách khoa Paris-Sud (École PolyTech Paris-Sud), tiền thân Viện Đào tạo kỹ sư của Paris-Sud (IFIPS), bao gồm tất cả các đơn vị đào tạo kỹ sư tại trường Paris-Sud 11. PolyTech Paris-Sud có trên 500 sinh viên chủ yếu ở các lĩnh vực Máy tính, Quang điện tử, Vật liệu, Điện tử Công nghiệp có cơ sở chủ yếu đặt tại cao nguyên Saclay thuộc tỉnh Essonne. Ngày 1 tháng 1 năm 2010, IFIPS gia nhập hệ thống các trường bách khoa và lấy tên PolyTech Paris-Sud.

### Các đơn vị đào tạo Tiến sĩ
Trường có 15 đơn vị đào tạo Tiến sĩ (các École Doctorale), và liên kết với 6 đơn vị đào tạo Tiến sĩ tại các cơ sở đào tạo khác:
- Toán học (Mathématiques de la région Paris-Sud).
- Động lực và Hóa lý của Trái Đất và các hành tinh (Dynamique et Physico-Chimie de la Terre et des Planètes).
- Khoa học cây trồng: từ gene đến Hệ sinh thái (Sciences du Végétal: du gène à l'écosystème).
- Sóng và Vật chất (Ondes et Matière).
- Ung thư học: Sinh học - Y học - Sức khỏe (Cancérologie: Biologie - Médecine - Santé).
- Tín hiệu hóa và Các mạng điều hợp trong Sinh học (Signalisations et Réseaux intégratifs en Biologie).
- Y tế cộng đồng (Santé Publique Paris Sud, Paris-Descartes).
- Bức xạ và Môi trường (Rayonnements et Environnement).
- Khoa học và Công nghệ về Viễn thông và Hệ thống Thông tin (Sciences et Technologies de l'Information des Télécommunications et des Systèmes).
- Trị liệu Cải tiến: Từ cơ bản đến ứng dụng (Innovation Thérapeutique: du Fondamental à l'Appliqué).
- Các gen, hệ gen, tế bào (Gènes, Génomes, Cellules).
- Máy tính (Informatique).
- Hóa học (Chimie de Paris-Sud)
- Khoa học Thể thao và vận động thể chất (Sciences du sport, de la motricité et du mouvement humain).
- Khoa học Pháp lý về Kinh tế và Quản lý (Sciences juridiques économiques et de gestion).
- Các hạt, hạt nhân và vũ trụ (Particules, Noyaux et Cosmos).

## Các giảng viên và cựu sinh viên nổi bật

### Giải thưởng Fields:
- Jean-Christophe Yoccoz (Fields Medal, 1994)
- Laurent Lafforgue (Fields Medal, 2002)
- Wendelin Werner (Fields Medal, 2006)
- Ngô Bảo Châu (Fields Medal, 2010)

### Giải thưởng Nobel:
- Pierre-Gilles de Gennes (Giải Nobel Vật lý năm 1991)
- Albert Fert (Giải Nobel Vật lý năm 2007)

### Một số nhân vật nổi tiếng khác:
- Charles Édouard Bouée, CEO Roland Berger Consulting.
- Olivier Bohuon, Giám đốc điều hành Smith & Nephew plc.
- Bertrand Serlet, Cựu phó chủ tịch mảng phần mềm tập đoàn công nghệ Apple Inc.
- Anne Dambricourt-Malassé, Nhà cổ sinh học.
- Jean-Marc Fontaine, Nhà Toán học.
- Henri Kagan, Giải thưởng Wolf trong lĩnh vực Hóa học (2001).
- Serge Latouche, Nhà Kinh tế học.
- Adrien Douady, Nhà Toán học.
- Jean Ginibre, Nhà Toán học.
- Étienne-Émile Baulieu, Nhà Hóa học.
- André Lagarrigue, Nhà Vật lý học.
- André Neveu, Nhà Vật lý học.
- Thierry Derrien, Chủ tịch và CEO Safran Helicopter Engines.